# Bredsdal

Bredsdal är en by i Breds socken i västligaste delen av Enköpings kommun.
Bredsdal ligger alldeles intill Sagån, som utgör gräns mellan Uppland och Västmanland, tillika mellan Uppsala län och Västmanlands län samt Enköpings kommun och Västerås kommun. På andra sidan ån ligger Kärsta. Bebyggelsen i Bredsdal har, förutom vid avgränsningen 2015 ingått i tätorten Kärsta och Bredsdal.
Bredsdal har en gammal kvarn - Bredsdals kvarn - samt ett vandrarhem. Länsväg C 510 leder från Bredsdal österut mot riksväg 70 samt Enköping.